# Pavonia striata
Pavonia striata är en malvaväxtart som beskrevs av Antonio Krapovickas. Pavonia striata ingår i släktet påfågelsmalvor, och familjen malvaväxter. Inga underarter finns listade i Catalogue of Life.